# ویلبور کوش
ویلبور کوش (انگلیسی: Wilbur Cush; ۱۰ ژوئن ۱۹۲۸ – ۲۸ ژوئیهٔ ۱۹۸۱) بازیکن فوتبال اهل ایرلند شمالی بود.
از باشگاه‌هایی که در آن بازی کرده‌است می‌توان به باشگاه فوتبال لیدز یونایتد اشاره کرد.
وی همچنین در تیم ملی فوتبال ایرلند شمالی بازی کرده‌است.